# Marcel Labine
Pour les articles homonymes, voir Labine.
Marcel Labine est un poète québécois et professeur de littérature.

## Biographie
Marcel Labine naît à Montréal en 1948.  
En 1972, il obtient un baccalauréat en littérature de l'Université de Montréal. 
Il enseigne la littérature au Collège de Maisonneuve à Montréal, de 1971 à 2004. Il collabore à plusieurs périodiques dont notamment Spirale, Les Herbes rouges, Moebius et La Nouvelle Barre du jour. À titre de chroniqueur spécialiste du roman américain, il intervient régulièrement sur les ondes FM de Radio-Canada aux émissions Lectures plurielles, de 1991 à 1996, et Paysages littéraires, de 1997 à 2001.

## Œuvres
- Lisse, [Montréal : Herbes rouges], 0441-6627 ; 31, 1975, [28] p. ; 20 cm
- Marcel Labine, Normand de Bellefeuille, L'appareil, [Montréal : Herbes rouges], 0441-6627 ; 38, 1976, [44] p. ; 20 cm
- Les lieux domestiques, [Montréal : Herbes rouges], 0441-6627 ; 49, 1977, 22 p. ; 20 cm
- Les allures de ma mort, [Montréal : Herbes rouges], 0441-6627 ; 73, 1979
- La marche de la dictée, [Montréal : Herbes rouges], 0441-6627 ; 83, 1980, 24 p. ; 20 cm
- Des trous dans l'anecdote, [Montréal : Herbes rouges], 0441-6627 ; 87, 1981, 25 p. ; 20 cm
- Les proses graduelles, [Montréal : Herbes rouges], 0441-6627 ; 96, 1981, 21 p. ; 20 cm
- Normand de Bellefeuille, Marcel Labine, Les matières de ce siècle, [Montréal : Herbes rouges],  0441-6627 ; 130, 1984, 42 p. ; 20 cm  (ISBN 2-8927-2014-1)
- Les lieux domestiques : poésie et prose, 1975-1987, Montréal : Les Herbes rouges, coll. « Enthousiasme », 1997, 208 p. ; 21 cm  (ISBN 2-8941-9104-9)
- Musiques, dernier mouvement, Outremont : NJ, coll. « Auteur/e », 1987, 69 p. ; 23 cm  (ISBN 2893140955) — Note : Constitue le no 212 de La Nouvelle barre du jour
- Papiers d'épidémie : poésie, Montréal : Herbes rouges, 1987, 40 p. ; 21 cm  (ISBN 2-9200-5137-7)
- Territoires fétiches : poésie (première éd. en 1990), Montréal : Les Herbes rouges, 2001, 104 p. ; 19 cm  (ISBN 2-8941-9192-8)
- Machines imaginaires : poésie, Montréal : Les Herbes rouges, 1993, 60 p. : 2 ill. ; 21 cm  (ISBN 2-8941-9041-7)
- Papiers d'épidémie : poésie ; suivi de Le chiffre de l'émotion : entretien avec André Lamarre, Montréal : Les Herbes rouges, 1994, 115 p. ; 21 cm  (ISBN 2-8941-9044-1)
- Territoires fétiches : poésie, Montréal : Les Herbes rouges, 1996, 104 p. ; 21 cm  (ISBN 2-8941-9101-4 et 978-2-8941-9192-7)
- Carnages : poésie, Montréal : Les Herbes rouges, 1997, 118 p. ; 21 cm  (ISBN 2-8941-9110-3)
- Le roman américain en question [essai], Montréal : Éditions Québec Amérique, coll. « En question », 2002, 142 p. ; 21 cm  (ISBN 2-7644-0196-5, 978-2-7644-1904-5 et 978-2-7644-1533-7)
- Le pas gagné : poésie, Montréal : Les Herbes rouges, 2005, 173 p. ; 21 cm  (ISBN 2-8941-9244-4 et 978-2-8941-9244-3)
- Le tombeau où nous courons, Montréal : Les Herbes rouges, 2012  (ISBN 978-2-8941-9333-4)
- Promenades dans nos dépôts lapidaires[4], Montréal : Les Herbes rouges, 2013, 120 p.  (ISBN 978-2-8941-9351-8)
- Bien commun : poésie, Montréal : Les Herbes rouges, 2018, 202 p.  (ISBN 9782894196656 et 9782894196670)
- Rien ne manquait au monde : poésie, Montréal : Les Herbes rouges, 2021, 232 p.  (ISBN 9782894197905 et 9782894197912)
- Comme si c'était comme ça : poésie, Montréal : Les Herbes rouges, 2024, 120 p.  (ISBN 9782894198599, 9782894198605 et 9782894198612)

## Honneurs
- 1988 : Prix du Gouverneur général, Papiers d'épidémie[5]
- 1988 : Prix d'excellence pour le meilleur texte de fiction de l'Association des éditeurs de périodiques culturels québécois, Musiques, dernier mouvement
- 1994 : Finaliste du Prix du Gouverneur général, Machines imaginaires
- 2006 : Grand prix Québecor du Festival international de la poésie, Le pas gagné[6]
- 2012 : Bourse d'écriture Gabrielle-Roy[3]
- 2013 : Prix du Festival de la poésie de Montréal, Le tombeau où nous courons
- 2013 : Finaliste du Prix de poésie Estuaire - Bistro Leméac, Le tombeau où nous courons